# Мауве, Марсель
Марсель Мауве (фр. Marcel Mahouvé; род. 16 января 1973) — камерунский футболист, выступавший на позиции полузащитника за сборную Камеруна.

## Клубная карьера
Марсель Мауве начинал свою карьеру футболиста в камерунском клубе «Тоннер». Затем он выступал за камерунское «Динамо Яунде» и индонезийскую «Путру Самаринду». В 1997 году полузащитник перешёл во французский «Монпелье». 26 сентября того же года Мауве дебютировал во французском Дивизионе 1, выйдя на замену в самой концовке гостевого поединка против ПСЖ. Спустя 3 недели камерунец забил свой первый гол в лиге, ставший единственным и победным в домашней игре с «Шатору». По итогам сезона 1999/2000 «Монпелье» вылетел в Дивизион 2.
Сезон 2002/03 Мауве провёл за команду французской Лиги 2 «Клермон». Потом он выступал за финский «Интер» из Турку, шотландский «Гамильтон Академикал», немецкий «Саарбрюккен», реюньонский «Каприкорн», индонезийскую «Перситу Тангеранг» и американский «Майами Сити Чемпионс».

## Карьера в сборной
Марсель Мауве играл за сборную Камеруна на Кубке африканских наций 1996 года в ЮАР, где провёл за неё два матча: группового этапа с Египтом и Анголой.
Полузащитник был включён в состав национальной команды на чемпионат мира по футболу 1998 года во Франции, где сыграл лишь в одном матче, выйдя в основном составе в поединке с Чили. На Кубке африканских наций 2000 года Муаве также провёл один матч (с Того).

## Достижения
«Тоннер»
- Обладатель Кубка Камеруна (1): 1991